# 赤い激流
『赤い激流』（あかいげきりゅう）は、TBS系列で1977年6月3日から11月25日に放送されたテレビドラマ。全26話。TBSと大映テレビの共同制作による「赤いシリーズ」の5作目。
平均視聴率25.5％、最高視聴率は37.2%（最終回）を記録した。これはシリーズ全体での最高視聴率であり、金9枠としても史上最高視聴率となった。

## 概要
ピアニストの師弟を中心に、家族愛と師弟愛を描いた作品。後半は冤罪との戦いや恐ろしさも描いている。
前作までと大きく違うのは、シリーズの顔だった山口百恵が紐づけのためだけにわずか（ほぼ第1話の冒頭のみ）の登場となり、その少女だった主役を代わって青年が担うこととなったのが水谷豊演じる田代敏夫（母の再婚で大沢姓となる）である。従来作品大半の品行方正で「耐える」「忍ぶ」であった百恵とは正反対で、敏夫は「自暴自棄」、「喚き暴れる」という性格。これは品のいい大沢家や学長で親戚の宮島家とは極端に一線を画していた。
前作から引き続きレギュラーの中島久之は、主人公の兄（義兄）と似た立ち位置であるが、前作では味方、本作では敵対と違っている。
宮島貞之の次女菊子の夫、東山正彦は紳士的な態度口調の半面、裏口入学を斡旋しているなど、必ずしも宮島家全てが品行方正ではなく、愚直な敏夫との対比ともなっていた。
家族以外の点では、当初はピアノコンクールでの勝利を目的としていたが、1クール終了時点で敏夫の実父・田代清司が何者かに刺殺された後に焼死体（生存を仄めかすシーンも散見し、不明なまま話が進行していく）となる。以後はその真犯人を探し冤罪を晴らすことがメイン（容疑が晴れなければコンクールには当然出場できない）となる。
また、岸恵子が第2作『赤い疑惑』以来久しぶりに登場した作品でもあり、「宮島貞之学長の愛弟子ヴァイオリニスト」という役だったが、実は敏夫のアリバイを証明するキーマン「Rの女」でもあった。この『「Rの女」を捜すも見つからず、存在が疑われる』というプロットはウィリアム・アイリッシュの推理小説『幻の女』（1942年）に類似し、シリーズ最終作『赤い死線』でも同氏の『暁の死線』が原作として重用された。
ドラマ中に登場する第46回毎朝音楽コンクールでの課題曲は、第1次予選会がフレデリック・ショパンの「英雄ポロネーズ」、第2次予選会がフランツ・リストの「ラ・カンパネラ」、本選会がルートヴィヒ・ヴァン・ベートーヴェンの「ピアノソナタ第17番（テンペスト）」であった。（「第」の字の本編内表記では略字が書かれている）
また、次々回作『赤い激突』は、主役：宇津井健、妻：松尾嘉代、母：赤木春恵、松尾の弟：石立鉄男、悪役（石立・松尾の兄）：前田吟、宇津井の甥：堀内正美、特別出演：岸恵子と本作との重複キャストが多く、秋野暢子や木内みどりら他シリーズのレギュラーも登場した。

### ストーリー
宮島音楽大学のピアノ科助教授・大沢武（宇津井健）は、娘の紀子（山口百恵）の乗った旅客機を弟・実（石立鉄男）と共に見送った。彼女は亡き妻との間に出来た長女（第二子）であり、これから武も学び教えたパリに留学し、世界的なヴァイオリニスト木元光子（岸惠子）の指導も受けることになっていた。
その帰り、武は弟・実に誘われ、雑居ビルにある場末のジャズピアノを聞きに行く。そこでピアノを弾いていた青年・田代敏夫（水谷豊）は、荒削りだが才能の片鱗を見せており、実の推薦するだけの腕前だった。武は敏夫の腕に惚れ込み、指導を買って出る。一方、敏夫も自身が迷走していることを自覚しており、渡りに船と意気投合するのだった。実は先に退出する。折悪しくビルに火災が発生。大勢が逃げ惑うことになる。武は敏夫を救うため、利き腕である右腕に多大な負荷をかけてしまう。
助かった二人は病院で治療を受けていた。そこへ、知らせを聞いて敏夫の母・弓子（松尾嘉代）が駆けつける。その顔を見て、武は驚いた。彼女は、武の初恋の人であり、そしてかつてのライバル・田代清司（緒形拳）の妻となっている女性だったからである。再会を喜ぶ武と弓子だったが、敏夫の態度は急変した。敏夫は父・清司を尊敬していたからである。父は10年前にフランスのマルセイユで自殺しており、そこまで追い込んだのは宮島学長（小沢栄太郎）と、その娘と結婚した武にピアニストとして打ち負かされたせいだと思い込んでいた。敏夫にとって亡父は天才ピアニストであり、従って仇である武の指導は受けられない、と断ったのである。
しかし、武と弓子は再婚した。その結婚式に現れた敏夫は、祝うどころか否定的な態度を取り、宮島家から快く思われない存在となった。
その頃、パリでは、木元光子と交際している男性が、別れ話を持ち出していた。男は田代清司であり、死んではいなかったのだった。彼はフランスに別れを告げ、日本へと帰ってくる。
大沢家では、検事で真面目な性格の武の長男・信一（中島久之）と破天荒な性格の敏夫が軋轢を生む一方、妹の妙子（久木田美弥）は敏夫に淡い恋心を抱き始めていた。信一が弓子を「あんた」と呼んだことも敏夫は気に入らない。「いつか、お母さん、と呼ばせてやる」と息巻く敏夫。
反発されながらも、武は正統的なピアノを教えることに成功、敏夫は宮島音楽大学で学ぶことになった。第46回毎朝音楽コンクールでの優勝を目指し、特訓を重ねる二人。そんな中、型破りな存在である敏夫は、学長・宮島貞之の孫娘・華江（竹下景子）と惹かれあう。だが、宮島家の長女の忘れ形見である華江は、宮島家の跡取りでもあり、信一も以前から恋心を抱いていた。
そして田代清司が帰国する。重婚となった弓子・武夫婦はマスコミの話題になり、宮島家では面白くない。弓子と武は田代を交え、家庭裁判所で決着を試みる。裁判所では、「田代との婚姻は有効だが、事情を鑑み、一旦は田代と復縁するも、すみやかに離婚手続きをし、大沢と結婚するのが望ましい」と、田代に不利な見解を述べられる。
武は腕の負傷が悪化、親友の医師・西条章（神山繁）に手術を依頼。術後、なお悪化し、右手の中指が動かなくなる。指が動かなければピアノは弾けない。それを好機と、田代は宮島家に迫り、武を罷免するように圧力をかける。その背景には、東山正彦（前田吟）の姿があった。宮島家の次女・菊子（馬淵晴子）と結婚した正彦は宮島家の後継者となることを目論見、ライバル視している武を疎ましく思っていたのである。その利害が田代と一致したのだ。また、裏口入学を斡旋していたのだが、その悪事を田代に握られ、脅される羽目に陥ってしまったのだった。裏口入学は宮島貞之・あや夫婦（小沢栄太郎・赤木春恵）や妻・菊子、華江らにもばらされ、さらに「外部にも漏らす」と脅され、見返りを要求されることになった。
敏夫は武の熱意に打たれ、既に師匠として尊敬し、「先生」と呼ぶまでに至っていた。それに対し、以前は尊敬していた父は、母や武を逆恨みしており、その落ちぶれた姿に敏夫は落胆を覚えていた。敏夫は父を殺そうと考えたが、それは出来ず、父親の眼前で刃物で自殺を試みる。凶器を巡り血まみれになりながら芝生の上を転がる父と子。田代は息子の誠意に負け、数日中に日本を去ると誓う。武や弓子にも、もう迷惑はかけない、と。
そうとは知らない弓子、宮島家、そして、密かに脅されていた西条も、田代の命を狙っていた。実は西条は手術の際に初歩的なミスをしており、そのせいで武の中指が動かなくなったのである。口止め料として、田代は1億円を要求していた。
弓子は包丁を手に外出。その後、呆然として帰宅した。その手に包丁はもうなかった。敏夫は父のマンションで和解、コンクールの課題曲を弾き、感激される。敏夫はマンションを出た後、夜の公園で一人はしゃいだ。
そして、武が約束の時間にマンションを訪れた。田代は心を入れ替え、これまでのことを詫び、日本を去るという。「今後は二人で敏夫をピアニストとして育てよう」と武は申し出るが、田代はガンとして譲らない。そこに訪問者が。田代は「お前に渡す1億円がきた」と言い、部屋に鍵をかけて武を一人きりにし、別室で応対する。だが、争うような物音が聞こえ、そして煙が立ち上る。放火されたのだ。武はドアを破り隣の部屋に移るが、そこには燃える死体があるのみであった。
警察による現場検証が始まった。死体は黒焦げで顔の判別ができなくなっていた。江上刑事は第一発見者の武を疑い、取り調べる。しかし凶器が刃物であり、右利きが何度も刺したことが判明し、指が動かず刃物が握れない武の容疑は晴れる。次に、凶器の指紋から弓子が疑われるが、信一の紹介で雇った弁護士・山田タメコ（原知佐子）が正彦の口を開かせてアリバイを証明させ、釈放されることとなった。
そして敏夫が逮捕された。当日の衣服から大量の血が発見されたことなど、不利な証拠や動機がある一方、アリバイがなかったためである。敏夫は必死に思い出し、ある女性に公園で偶然抱きついたことを思い出す。衣服の特徴から「Rの女」と呼ばれた彼女を見つけるため、武は毎朝音楽コンクールを主催する毎朝新聞社を訪れ、文化部の記者・宮田に依頼し、手がかりを求める記事を書いてもらう。しかし、新聞やテレビなどで何度も繰り返し報道するも、一向に「Rの女」は名乗りでず、また彼女を目撃した者も現れない。加えて、彼女の着ていたブランドの服は、フランス製だったものの、まだ日本に輸入されていない商品だった。
そんな折、田代清司名義で大沢家に手紙が送られてくる。さらには電話が。果たして田代は本当に死んだのだろうか？
武、弓子、実、妙子、華江、山田タメコら以外、ほとんどの人間が敏夫を犯人だと思うようになっていた。裁判では検事の中川が理詰めで追い込み、有罪と判決が下る。山田が控訴したものの、敏夫は刑務所に収監され、ピアノを弾くことができなくなってしまう。
この頃、宮島学長は健康を害しており、保養地を訪れたり自宅療養をしたり入院をしたりしていた。一方、西条は手術のミスを武に暴かれ、「当日、ポリタンクに灯油を入れて田代の部屋を訪れた」、「既に死体が横たわっており、誰か判別できなかったが、思わず灯油をかけて燃やし、逃げた」、「入れ替わりに誰かが逃げていった」、「Rの女を捜せ」と言い残し、縄目を拒んで飛び降り自殺する。
敏夫は脱獄し、武は法に反する行為をしてまで彼を信じ、庇った。そんな父を快く思わない信一は、誤って弓子の命を危険に晒してしまう。助けるには手術が必要だったが、弓子は特殊な血液型で、息子の敏夫以外に急場を救える者がいない。それを敏夫に告げれば、必ず病院を訪れる。しかし、病院には警察の手が回っている。武は宮島家を巻き込み、敏夫を病院に送り込む。医師は何も聞かず輸血と手術を行い、弓子の命を救うのだった。
弓子の命を奪いかけたことで負い目のできた信一は、父・武の説得で敏夫の無実を証明することに加担する。検事であること、そして敏夫と犬猿の仲であったことが幸いし、調査は進むものの、決定打が見つからない。偶然から菊子の香水が、「Rの女」の物と同じだと判明するが、菊子にはアリバイがあった。
やがて迫るコンクールの本選。学長は健康が優れず、代わりの審査員として木元光子を呼び寄せる。敏夫は発見されて捕まり、東北の刑務所へ移送されることとなった。
武は光子の様子から、彼女が「Rの女」だと思い当たる。そして、彼女がそれほどまでに庇うのは、親代わりの宮島学長しかいない、と推理。光子はそれを聞くと、「審査をすることができない」と、フランスへ帰っていった。
宮島は病身をおして警察を呼び、自白した。「妻のあやは激昂すると、何をするか分からない」、「妻の機先を制し、話し合いにいったが、顔を見た瞬間、カッとなった」、「床に落ちてた包丁を拾って刺した」と。田代清司名義で手紙を出したり、電話をかけてきたのも宮島の仕業だった。敏夫に罪を被せていることに良心がいたみ、冤罪だと言いたい気持ちからの行動だった。
敏夫の無罪は証明された。大沢家は武、弓子、信一、妙子の4人で迎えにいく。そして、信一はこの時初めて「お母さん」と弓子のことを呼ぶのだった。
コンクールの本選では、敏夫が力の限りピアノを弾き、優勝した。彼は家族一人一人、そして叔父・実に壇上から礼を述べた。
出発の日。空港では、武・弓子夫婦が敏夫を見送りにきていた。ここで初めて「先生」ではなく「お父さん」と呼び、敏夫はワルシャワへ旅立っていった。
そして、大沢夫婦は肩を並べて家路についた。

## 出演
- 大沢武（おおさわ・たけし）：宇津井健
宮島貞之の三女（第1話以前に病気で死亡している設定）の夫。宮島音楽大学ピアノ科助教授。田代敏夫の才能を見抜き、師匠となる。敏夫が田代弓子の息子のため、義理の親子ともなった。
- 田代敏夫：水谷豊
本作の実質的な主人公。弓子の長男。宮島音楽大学ピアノ科の学生で武の弟子。清司を殺害したとされる罪で逮捕・起訴されるも無罪を主張し続けた。死刑判決を受ける[1]も、最終回で真犯人が名乗り出たため、冤罪であることが認められ、毎朝音楽コンクールピアノ部門の出場を果たし優勝。最後は武のことを「先生」ではなく「お父さん」と呼び、世界ピアノコンクール出場のためワルシャワへ飛び立った。
- 宮島華江：竹下景子
本作のヒロイン。貞之の長女（第1話以前に自動車事故で死亡している設定）の娘。
- 大沢（田代）弓子：松尾嘉代
敏夫の母。第1話で武と再婚。
- 東山正彦：前田吟
菊子の夫、宮島音楽大学ピアノ科助教授。宮島音楽大学の裏口入学を行っていた。宮島学長の跡を継ぐことを狙っている。
- 東山菊子：馬渕晴子
貞之の次女。姉妹の中で唯一存命。正彦の妻。
- 宮島あや：赤木春恵
貞之の妻。
- 大沢信一：中島久之
武の長男。
- 大沢妙子：久木田美弥
武の次女。
- 東山明彦：堀内正美
正彦の息子。
- 三郎：鈴木ヒロミツ
敏夫の友人でバンド仲間。
- 良介：大石悟郎
敏夫の友人でバンド仲間。
- 西条章：神山繁
医師。武の友人。
- 中川検事：中山仁
- 真山れい子：瞳麗子
バーのマダム。正彦から指名を受けている内に愛人関係になり、菊子から手切れ金を突きつけられる。殺人事件の鍵を握っており、証言をする条件として脅しをかけていたが事故死してしまう。
- 江上刑事：加藤武
- 田波刑事：粟津號
- 山田タメコ：原知佐子
弁護士。弓子や敏夫の弁護を引き受けた。
- 小谷：新克利
心理学者。
- 敏夫のアパートの管理人：初井言榮
- 仕立て屋の店主：稲葉義男
- 家庭裁判所の相談員：藤田弓子
- 家庭裁判所の調停委員：久米明
- 宮田：福田豊土
毎朝新聞社文化部。「Rの女」の手がかりを求める記事を出した。
- 石山刑事：名古屋章
- 医師：大和田伸也
- 相良：穂積隆信
不動産屋。田代家の家屋を即金で買い取っており、弓子らに早々の退出を要求。敏夫は無実と訴える弓子に「証明されなければ何にもならない」と忠告している。
- コンクールの審査委員：下元勉
- ナレーション：内藤武敏
- 田代清司（たしろ・せいじ）：緒形拳[2]（第12話[3]までの出演。回想シーンで登場する回もあるがノンクレジット）
敏夫の父。
- 宮島貞之：小沢栄太郎
宮島音楽大学学長。途中で重い病にかかり、病床につく。自身の最期を悟り、最終回では殺人事件の謎を解く真相を語る。毎朝音楽コンクールの本選当日、妻のあやから敏夫が優勝した報を聞いた際「勝ったか…」と言い残して息を引き取る。
- 大沢実：石立鉄男
武の弟。最初に敏夫の才能を発見し、武に紹介した。宮島音楽大学指揮科特別講師であり、世界的な指揮者としても活躍。常に兄・武と敏夫親子の味方となり、ほかの親族からの向けられる親子への厳しい仕打ちも、身を挺して立ちはだかり続ける。2人が警察から追われるといった最悪のピンチにおいても、自身のこれまでの名声を全て捨てる覚悟で擁護するなど、何度も窮地を救う。
- 大沢紀子：山口百恵（第1話ゲスト・特別出演）
武の長女。第1話でパリに留学するため旅立つ。
- 木元光子：岸恵子（特別出演）
パリ在住のヴァイオリニスト。

赤いシリーズに3作品でゲスト出演している岸惠子も、映画スターで大御所女優ということもあり、宇津井同様にオープニングクレジットでは監督の直前で「特別出演 岸恵子」という形で氏名表記がなされている（『赤い激突』は、最終回のみこういう扱いである）。

## スタッフ
- 作：安本莞二、鴨井達比古
- 監督：増村保造、瀬川昌治、降旗康男、國原俊明
- プロデューサー：野添和子、山本典助(TBS)
- 音楽：菊池俊輔
- ピアノ協力：河合楽器製作所
- 協力：日本航空
- 制作：大映テレビ、TBS

## 主題曲・挿入歌
- 主題曲 - 「赤い激流」オープニングテーマ
作曲・編曲 - 菊池俊輔
演奏 - 新日本フィルハーモニー交響楽団 ／ 指揮 - 籾山和明
ピアノ演奏 - 羽田健太郎
- 挿入歌 - 「草の夢」水谷豊（第9話他）

## 放送日程
| 各話   | 放送日        | サブタイトル                        | 脚本       | 監督     | 視聴率 |
| ------ | ------------- | ----------------------------------- | ---------- | -------- | ------ |
| 第1話  | 1977年 6月3日 | 許されぬ結婚式                      | 安本莞二   | 増村保造 | 22.8%  |
| 第2話  | 6月10日       | 育ちゆく愛にしのびよる過去          | 安本莞二   | 増村保造 | 20.2%  |
| 第3話  | 6月17日       | どうする？二人の夫にはさまれて      | 安本莞二   | 瀬川昌治 | 22.0%  |
| 第4話  | 6月24日       | 同居する二人の父                    | 安本莞二   | 國原俊明 | 22.7%  |
| 第5話  | 7月1日        | きかせてよ愛の曲を                  | 安本莞二   | 瀬川昌治 | 18.9%  |
| 第6話  | 7月8日        | 生きかえった夫の復讐                | 鴨井達比古 | 降旗康男 | 22.2%  |
| 第7話  | 7月15日       | 誰が反対しても結婚します            | 安本莞二   | 國原俊明 | 18.5%  |
| 第8話  | 7月22日       | パリからの哀しい便り                | 安本莞二   | 降旗康男 | 23.5%  |
| 第9話  | 7月29日       | 愛する父を殺したい！                | 安本莞二   | 國原俊明 | 23.5%  |
| 第10話 | 8月5日        | 一人の妻に二人の夫 争いの果てに.... | 安本莞二   | 瀬川昌治 | 21.3%  |
| 第11話 | 8月12日       | 家族を守る為に殺す！                | 安本莞二   | 國原俊明 | 21.1%  |
| 第12話 | 8月19日       | 今日は夫が殺される日                | 安本莞二   | 増村保造 | 24.8%  |
| 第13話 | 8月26日       | 愛する妻が殺人者？                  | 安本莞二   | 瀬川昌治 | 22.9%  |
| 第14話 | 9月2日        | あゝ晴れのコンクールの日 殺人罪で！ | 鴨井達比古 | 國原俊明 | 20.9%  |
| 第15話 | 9月9日        | 殺された夫からの電話？              | 安本莞二   | 降旗康男 | 27.0%  |
| 第16話 | 9月16日       | 死んだ父さんの復讐が始まる          | 安本莞二   | 降旗康男 | 23.6%  |
| 第17話 | 9月23日       | 私の息子を殺さないで !              | 安本莞二   | 國原俊明 | 25.0%  |
| 第18話 | 9月30日       | 死刑判決に父と母の涙                | 安本莞二   | 瀬川昌治 | 28.2%  |
| 第19話 | 10月7日       | 私が犯人を教えます !                | 鴨井達比古 | 國原俊明 | 27.2%  |
| 第20話 | 10月14日      | 脱獄 ! ! 真犯人に迫る！             | 安本莞二   | 増村保造 | 29.9%  |
| 第21話 | 10月21日      | 私は愛の為に死ねます！              | 安本莞二   | 國原俊明 | 29.6%  |
| 第22話 | 10月28日      | 死刑の前の結婚式                    | 鴨井達比古 | 降旗康男 | 29.5%  |
| 第23話 | 11月4日       | あゝ悲し ! ! 家族の中に犯人が！     | 安本莞二   | 降旗康男 | 31.7%  |
| 第24話 | 11月11日      | パリからの美しい殺人者？            | 安本莞二   | 國原俊明 | 34.1%  |
| 第25話 | 11月18日      | パリの恋人は告白する！              | 安本莞二   | 瀬川昌治 | 34.7%  |
| 最終話 | 11月25日      | 愛はいのち                          | 安本莞二   | 國原俊明 | 37.2%  |

## 備考
- 初回放映時、田代清司殺しの真犯人を当てるクイズキャンペーンが2クール目の次回予告枠で告知されていた。1等賞品は時価38万円のグランドピアノで、応募締め切りは10月31日[5]。最終回の本編終了後に当選者発表が行われた。
- 同じ大映テレビが制作した『少女に何が起ったか』（1985年）もピアニストを題材としており、宇津井健と石立鉄男は同作にも出演。また、劇中で使われた楽曲の一部は本作とも共通した。
- 『ダウンタウンのごっつええ感じ』のコントコーナー「第4回 世紀末戦隊ゴレンジャイ」にて、アオレンジャイ役が多い板尾創路が色目こそ違えど、スカーフ、サングラス、Rの入ったトップス、パンタロンと、本作の「Rの女」に扮し正義のヒーローとして登場した。